# Санкуру (провінція)
Санкуру (фр. Sankuru) — провінція Демократичної Республіки Конго, розташована в центрі країни.

## Географія
До конституційної реформи 2005року Санкуру була частиною колишньої провінції Східне Касаї. Адміністративний центр — місто Лоджа. По території провінції протікають річки Санкуру, Ломамі, Лубефу і Лукеніє.
Населення провінції — 1 374 239 чоловік (2005).

## Флора і фауна
Для провінції характерні ліси, чагарники і савана. Є численні гори і долини.
У провінції водяться різні види тварин, такі як леви, зебри, антилопи, куду, бегемоти, різні види тропічних змій, крокодилів, черепах, безліч різних риб і птахів, а також мавпи, в тому числі шимпанзе.

## Територіальний поділ
Провінція розділена на 6 територій:
- Катак-Комбе ( Katako Kombe )
- Коле ( Kole )
- Лоджа ( Lodja )
- Ломела ( Lomela )
- Лубефу ( Lubefu )
- Лусамбо ( Lusambo )

## Економіка
Основою економіки провінції є сільське господарство. У провінції вирощують рис, банани, ананаси, картоплю, цукрова тростина, сорго і різні місцеві сільськогосподарські продукти.
У провінції є родовища алмазів, каситерита й інших корисних копалин. Промисловість розвинена слабо, в основному це деревообробна промисловість, рибальство і виробництво цегли для місцевого споживання. Великою проблемою у розвитку провінції є відсутність розвиненої мережі доріг, електропостачання та іншої інфраструктури.

## Освіта
У провінції багато початкових і середніх шкіл. Школи в основному організовані католицькими, протестантськими або методистськими церквами. Тим не менш, уряд ДР Конго через Департамент освіти також відкриває нові школи.
У Санкуру є кілька університетів: Університет Патріса Лумумби з кампусами в Лоджі і  Tshume-Ste-Marie , Університет Сент-Анн з кампусами в  Tshume-Ste-Marie  і Лусамбо. У провінції також є кілька коледжів.

## Фотогалерея

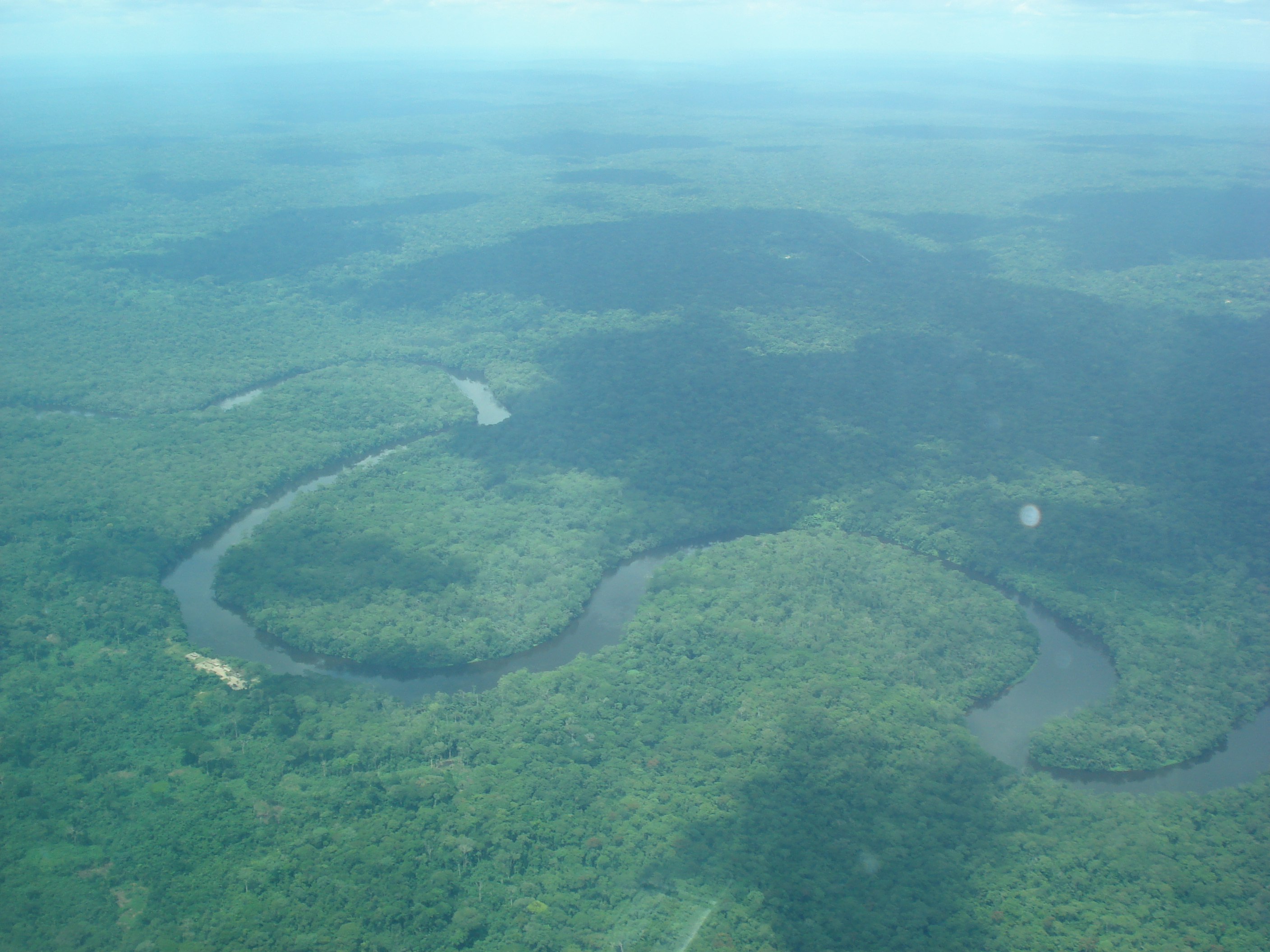
Річка Лукеніє
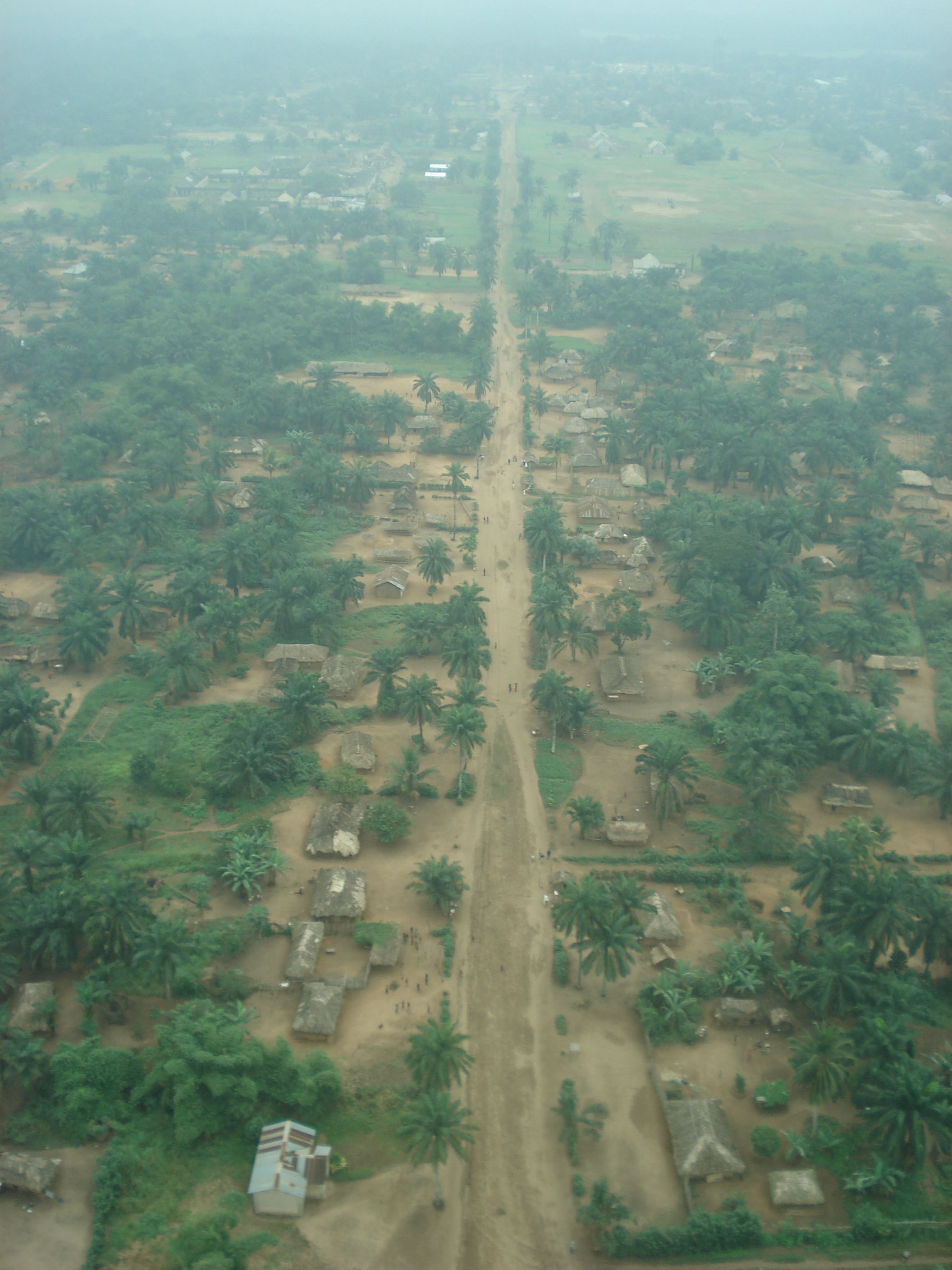
Центральна дорога містечка Коле; в лівому верхньому кутку видно лікарня